# Bisse de Clavau
 (novembre 2015).
Si vous disposez d'ouvrages ou d'articles de référence ou si vous connaissez des sites web de qualité traitant du thème abordé ici, merci de compléter l'article en donnant les références utiles à sa vérifiabilité et en les liant à la section « Notes et références ».
Le Bisse de Clavau, Clavo, Clavô ou Clavoz selon les villages, est un bisse (bief) valaisan long d'environ 8 kilomètres, qui prend sa source en la Lienne (Saint-Léonard) à 702 mètres et se jette dans la Sionne (Sion) à 560 mètres. 
Le bisse de Clavau a été construit en 1453 pour l'arrosage des vignes du village homonyme. Il est toujours en activité.

## Description
Le premier tronçon passe dans un tunnel alimentant l'usine électrique de Beulet. Autrefois, le bisse de Clavau prenait sa source sur l'autre rive et traversait ensuite la Lienne sur un pont de pierre qui s'est effondré vers 1913. Le cheminement dans les gorges de la Lienne offre une vue plongeante sur la rivière qui a creusé des gorges. Après avoir traversé quelques pelouses steppiques, le bisse chemine entre les murs de vignes où un chemin didactique présente les lieux. 
À proximité du Tsampon (Saint-Léonard), entrée dans les gorges de la Lienne, il devient plus dangereux (en venant depuis Sion) et comporte des passages à flanc de falaise plutôt vertigineux sécurisés par des barrières. Environ 200 mètres avant la source, le sentier passe dans un tunnel étroit, aujourd'hui équipé d'une lumière fonctionnant à l'énergie solaire, permettant de traverser la montagne.
À la source se trouve un petit barrage servant à réguler le débit d'eau de la Lienne, depuis lequel on peut se diriger vers Icogne ou traverser la Lienne afin d'accéder à un autre bisse à flanc de falaise, le Bisse du Sillonin.